# كأس هولندا 2012–13
كأس هولندا 2012–13 (بالهولندية: KNVB beker 2012/13)‏ هو الموسم 95 من كأس هولندا. أقيم خلال الفترة 21 أغسطس 2012 وحتى 9 مايو 2013، وأشرف على تنظيمه الاتحاد الملكي الهولندي لكرة القدم، وكان عدد الأندية المشاركة فيه 92، وفاز فيه إي زد ألكمار.